# Lonerock
Lonerock az Amerikai Egyesült Államok északnyugati részén, Oregon állam Gilliam megyéjében helyezkedik el. A 2010. évi népszámláláskor 21 lakosa volt. A város területe 2,62 km², melynek 100%-a szárazföld.

## Történet
Lonerockot 1881-ben alapították a környékbeli farmok kiszolgálására. Nevét a volt metodista templom melletti önmagában álló, 11 méter magas szikláról kapta.
A település lakossága 1900 és 1910 között 68-ról 70-re változott, 1920-ban pedig 73-an lakták; a legmagasabb, 82-es számot az 1930-as népszámláláson jelentették. 1940-re a lakosságszám közel a felére, 46-ra zuhant; 1950-ben 38-an, 1960-ban pedig már csak 31-en laktak itt. A népességszám 1970-ben érte el a minimumot, 12 főt. Ez 1980-ban 26-ra nőtt, 1990-re viszont visszaesett 11-re.
Az első telepesek 1871-ben érkeztek meg; néhány év múlva az átutazók kedvenc helye lett vízforrása és a környéken termő fű, valamint a vadászat miatt. A helyiek közül néhányan az állattenyésztésben láttak lehetőséget. Edward Wineland a forrás vizének felhasználásával egy fűrésztelepet létesített, amely lehetővé tette, hogy a közösség végre igazi település lehessen; a következő év novemberében emelték az első postahivatalt.
1878-ban az indiánok betörései miatt sokan The Dallesbe menekültek, az itt maradtak pedig egy helyre vonultak, így területüket könnyebben megvédték. A törzsek jámborabb tagjai és a hadsereg segítségével a betolakodókat visszaszorítoták Idahóba.
1882-ben Lonerock hivatalosan is városi rangot kapott; polgármesternek R. G. Robinson postamestert és bankárt választották. 1888-ban felépült az első iskola; a kétszintes épületben elsőtől tizenkettedik osztályig folyt az oktatás. Az utolsó évfolyam 1932-ben érettségizett, a következő évben pedig bezárták az intézményt.
Tíz évvel később Deuse tiszteletes megalapította a metodista templomot, amely hetente tartott istentiszteleteket; az épület ma is áll és néha miséket is celebrálnak. Az egyházi épület a mellette lévő sziklához hasonlóan ikonikus szerepű.
A századfordulón sok új lakost szerzett a település, és számos vállalkozás is működött itt. A környékbeli kis tanyákból némelyek nagyobb farmokká nőtték ki magukat; területük a domboldalakon kiterjedve több száz hektár volt. A városka lakói saját kulturális közösségüket is kialakították: sportvadászatot, horgászatot és szánkózást rendeztek. A főutcán évente rodeót rendeztek, amely a szomszédos települések lakói között is igen népszerű volt. Mivel az 1920-as évektől a környező helyeken is saját eseményeket rendeztek, a lonerocki rodeó már nem volt annyira népszerű, így 1934-től többé nem tartották meg, később pedig a fűrésztelep és a többi vállalkozás is elköltözött.
Az 1930-as években a város lakossága közel felére csökkent, ez pedig erősen kihatott a gazdaságra. A farmokon és az állatnevelő telepeken kívül rövid időn belül minden vállalkozás megszűnt. A város gazdasági–kulturális egyensúlya a mai napig fennmaradt.
Az itt megforduló különféle népcsoportok hatására jött létre a település; a folyamatban leginkább az első generációs bevándorló skót juhászoknak volt részük. Mivel idővel a gyapjú ára lecsökkent, illetve a feldolgozási folyamat is egyszerűsödött, így ezzel a mai Lonerockban már nem foglalkoznak.
A várost körbevevő, fűvel borított hegyeknek köszönhetően a helyiek átálltak a marhatenyésztésre; ez adja a település bevételeinek közel egészét; a helyi állattenyésztés nélkül a város ma valószínűleg már nem létezne. Másik jelentős gazdasági terület a széna előállítása. Ugyan az éghajlat nem teszi lehetővé az egész éves növénytermesztést, az új öntözési technológiák bevezetésével a lucerna hozama jelentősen megnőtt, így a haszonállatok etetését már a hideg hónapokban is megoldhatták külső beszállítók nélkül.
A lakosságszámot tekintve ma is erős a fluktuáció, ezt jelzi az is, hogy a település két szimbóluma, az iskola és a metodista templom sem üzemel már. A mezőgazdaság ma is húzóágazat; a lakosok nagy része nyugdíjas.

## Éghajlat
A város éghajlata a Köppen-skála szerint félszáraz (BSk-val jelölve). A legcsapadékosabb május hónap és a november–december, a legszárazabb pedig a július–szeptember közötti időszak. A legmelegebb hónap július, a leghidegebb pedig december.
| Hónap                         | Jan.  | Feb.  | Már.  | Ápr.  | Máj. | Jún. | Júl. | Aug. | Szep. | Okt.  | Nov.  | Dec.  | Év    |
| ----------------------------- | ----- | ----- | ----- | ----- | ---- | ---- | ---- | ---- | ----- | ----- | ----- | ----- | ----- |
| Rekord max. hőmérséklet (°C)  | 19,4  | 22,2  | 25,6  | 30,6  | 37,8 | 38,9 | 43,9 | 41,1 | 37,8  | 36,7  | 23,9  | 19,4  | 43,9  |
| Átlagos max. hőmérséklet (°C) | 7,2   | 10,0  | 13,3  | 16,1  | 20,6 | 25,0 | 30,6 | 30,6 | 25,6  | 18,9  | 11,1  | 5,6   | 17,9  |
| Átlaghőmérséklet (°C)         | 3,9   | 5,3   | 7,8   | 10,0  | 13,7 | 17,2 | 20,9 | 20,6 | 16,7  | 11,7  | 6,8   | 2,5   | 11,5  |
| Átlagos min. hőmérséklet (°C) | 0,6   | 0,6   | 2,2   | 3,9   | 6,7  | 9,4  | 11,1 | 10,6 | 7,8   | 4,4   | 2,2   | −0,6  | 4,9   |
| Rekord min. hőmérséklet (°C)  | −32,2 | −30,0 | −16,7 | −11,1 | −9,4 | −3,9 | −3,9 | −6,7 | −7,8  | −36,7 | −26,7 | −31,1 | −36,7 |
| Átl. csapadékmennyiség (mm)   | 37    | 36    | 35    | 38    | 47   | 34   | 13   | 13   | 17    | 34    | 44    | 41    | 389   |
| Forrás: The Weather Channel   |       |       |       |       |      |      |      |      |       |       |       |       |       |

## Népesség

### 2010
A 2010-es népszámláláskor a városnak 21 lakója, 12 háztartása és 5 családja volt. A népsűrűség 8 fő/km2. A lakóegységek száma 25, sűrűségük 9.5 db/km2. A lakosok 100%-a fehér,      . 
A háztartások 8,3%-ában élt 18 évnél fiatalabb. 33,3% házas, 8,3% egyedülálló nő,  58,3% pedig nem család. 50% egyedül élt; 50%-uk 65 éves vagy idősebb. Egy háztartásban átlagosan 1,75 személy élt; a családok átlagmérete 2,4 fő.
A medián életkor 54,5 év volt. A város lakóinak 4,8%-a 18 évesnél fiatalabb, % 18 és 24 év közötti, 19,1%-uk 25 és 44 év közötti, 28,5%-uk 45 és 64 év közötti, 47,6%-uk pedig 65 éves vagy idősebb. A lakosok 42,9%-a férfi, 57,1%-a pedig nő.

### 2000
A 2000-es népszámláláskor  a városnak 24 lakója, 15 háztartása és 7 családja volt. A népsűrűség 9,2 fő/km2. A lakóegységek száma 27, sűrűségük 10,3 db/km2. A lakosok 100%-a fehér,      . 
A háztartások 13,3%-ában élt 18 évnél fiatalabb. 33,3% házas, 13,3% egyedülálló nő; 53,3% pedig nem család. 53,3% egyedül élt; 33,3%-uk 65 éves vagy idősebb. Egy háztartásban átlagosan 1,6 személy élt; a családok átlagmérete 2,29 fő.
A város lakóinak 16,7%-a 18 évesnél fiatalabb, % 18 és 24 év közötti, 16,7%-uk 25 és 44 év közötti, 33,3%-uk 45 és 64 év közötti, 33,3%-uk pedig 65 éves vagy idősebb. A medián életkor 60 év volt. Minden 100 nőre 71,4 férfi jut; a 18 évnél idősebb nőknél ez az arány 66,7.
A háztartások medián bevétele 12 500 amerikai dollár, ez az érték családoknál $20 938. A férfiak medián keresete $, míg a nőké $13 750. A város egy főre jutó bevétele (PCI) $8857. A családok 33,3%-a, a teljes népesség 17,9%-a élt létminimum alatt; a 18 év alattiaknál ez a szám %, a 65 évnél idősebbeknél pedig %.

## Fordítás
Ez a szócikk részben vagy egészben  a   Lonerock, Oregon című angol Wikipédia-szócikk ezen változatának fordításán alapul.  Az eredeti cikk szerkesztőit annak laptörténete sorolja fel. Ez a jelzés csupán a megfogalmazás eredetét és a szerzői jogokat jelzi, nem szolgál a cikkben szereplő információk forrásmegjelöléseként.